# Cui Hao
Cui Hao (695-758?) (jiaxiang: Henan, Bianzhou 河南汴州 (tegenwoordig Kaifeng)) was een Chinese dichter die leefde ten tijde van de Tang-dynastie. Er zijn tot nu toe veertig bewaard gebleven gedichten van hem bekend. Het beroemdste gedicht van Cui Hao is het gedicht Huanghelou 《黃鶴樓》. Veel gedichten van hem gaan over doorzettingsvermogen.